# Mombaldone
Mombaldone (piemontiul: Mombaldon) település Olaszországban, Piemont régióban, Asti megyében. Lakosainak száma 197 fő (2023. január 1.). Mombaldone Montechiaro d’Acqui, Roccaverano, Denice és Spigno Monferrato községekkel határos.

## Népesség
A település lakossága az elmúlt években az alábbi módon változott:
| Lakosok száma | 201  | 198  | 197  |
|               | 2017 | 2018 | 2023 |